# Miguel Galanda

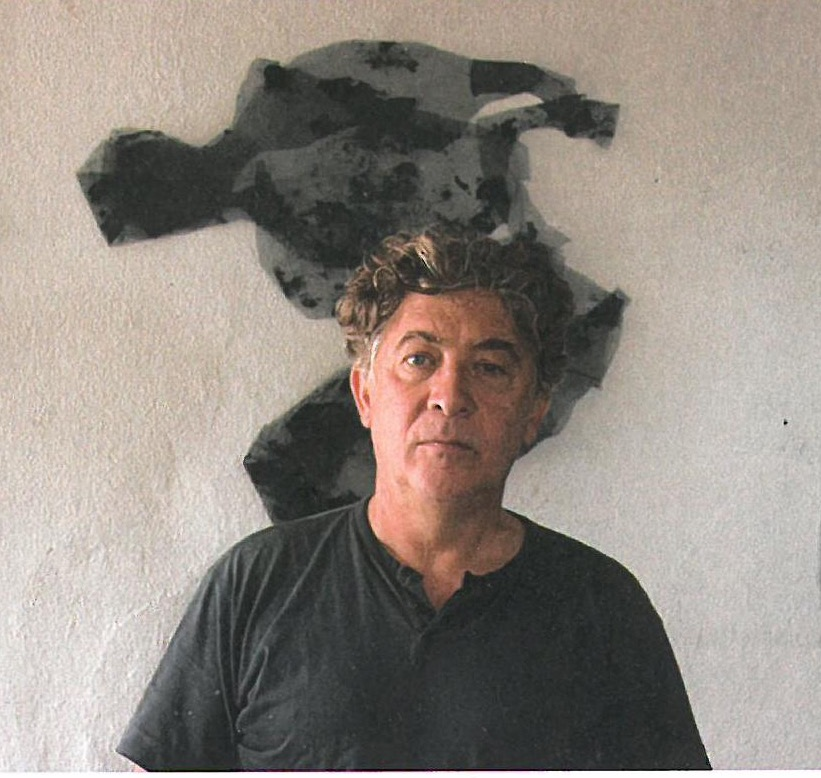
Miguel Galanda

Miguel Galanda (Casp, 1951) és un pintor, escultor, gravador i ceramista aragonès. Les seves primeres obres estan marcades per l'expressionisme abstracte, evolucionant cap a camins més filosòfics i figuratius, reflectint el seu interès per la situació de la tragèdia humana des del punt de vista històric que es traduirà en la centralitat de la figura.

## Biografia
Nascut a Aragó. Quan tenia 4 anys, el seu pare que treballava al ferrocarril, es traslladà a Catalunya, instal·lant-se la família a Reus, on estudia fins a acabar el batxillerat i el preuniversitari en el col·legi La Salle d'aquesta ciutat. Amb 18 anys arribà a Barcelona on es llicencia en Filosofia a la Universitat de Barcelona, on també va estudiar durant dos anys Historia de l'Art i Belles Arts. És l'any 1974 quan decideix dedicar-se a la pintura, començant un llarg període de treball en solitari i de viatges amb Pilar Borrás Rabadà, amb qui es va casar l'any 1997 i va tenir dos fills, Lucas i Adrián. El 1984 deixà Barcelona i se'n va a viure a Madrid, on exposà a la Galeria Ovidio i a la Galería Montenegro, essent més tard contractat per la galeria Juana Mordó que el presentà l'any 1988 a la Fira de Basel. El 1989 viu a Londres i el 1991-92 a París. Pertany a l'anomenada Generació dels 80. Ha estat seleccionat per exposar a diferents Biennals d'art (Istanbul, Pontevedra), Triennals (Nüremberg, Linz), Col·lectives. També ha realitzat escenografies per al Círculo de Bellas Artes de Madrid. Entre 2001 y 2003 treballa conjuntament amb l'artista Mahi Binebine, realitzant diferents exposicions del seu treball realitzat a quatre mans. És acadèmic de la Real Academia de Bellas Artes de San Luis de Saragossa. És soci fundador d'Abada Editores, Madrid. Actualment resideix entre Madrid, Tarragona i Los Ángeles. Ha realitzat nombroses il·lustracions i portades de llibres a Espanya, França i Anglaterra.

## Obra
Els seus començaments estan marcats per l'expressionisme abstracte que abandonà quan va descobrir les teles en blanc de Robert Ryman en els que contempla la fi de l'informalisme. Aquesta crisi el porta a repensar-se la seva pintura i recomençar a utilitzar tècniques apreses de l'art abstracte, però seguint els camins filosòfics i figuratius de mestres com: Goya, Munch, Picasso o Giacometti. La seva obra ha anat evolucionant des de les grans teles amb figures “voladores i demediades” amb un o dos personatges en paisatges terrosos i despoblats, fins a fer una pintura de fons blancs i més tard fons negres, plens d'éssers que es mouen per espais metafísics. Actualment les seves imatges ens mostren ciutats despoblades, enigmàtiques i secretes i figures hieràtiques en fons buits. Per materialitzar-les utilitza malles metàl·liques aconseguint, en un material tan fred i industrial i ple de buits, atrapar en la seva trama el fluir del temps i la fragilitat de la vida.

## Exposicions
- Espanya: Galería Juana Mordó, Madrid, Galería Atalante, Madrid, Palacio de Sástago, Zaragoza, Círculo de Bellas Artes, Madrid.
- Alemanya:Galerie Brigitte Schenk, Colonia.
- França:Galerie Krief i Galerie Últim Art, Paris.
- Suïssa:Galerie Dahiez and Asociés,Zürich.
- Itàlia:Galeria AAM, Roma.
- Estats Units:Stendhal Gallery i The Gabarron Fundation. New York.
- Marroc:Sócieté General Marrocaine de Banques, Casablanca.
- Emirats Àrabs: Ministeré de la Culture, Abu Dhabi.
- Fires. ARCO, Basilea. Colònia i Chicago.

## Presència a museus
Galanda té obra representada a les següents col·leccions: Corts d'Aragó, Diputació General d'Aragó, Fundació La Caixa, Museu de Belles Arts d'Àlava, Col·lecció BBVA, Col·lecció Lafuente-Reina Sofia (Santander), Col·lecció Cai Zaragoza, ACS, CBA, CAM, Hermes (Paris), Goethe Institut (Madrid), Musée De Marrakeix.